# Клин (місто)
Клин (рос. Клин) — місто обласного підпорядкування у Московській області Росії, адміністративний центр Клинського району. Розташований на півночі Клинсько-Дмитровської гряди, на двох береках річки Сестра, за 89 км на північний захід від Москви. Залізнична станція.

## Історія
Археологічні розкопки показали що Клин є одним з найдавніших поселень на території Московської області, однак назва Клин вперше згадується у літопису під 1234 роком і означала «земельний наділ, лісова смуга, ділянка болота заросла лісом, межа». Однак ця назва стосувалась поселення у межах Новгородської землі. Натомість поселення Клин вперше згадується в Никоновському літописі в 1317 році як поселення яке входило в лінію тверських міст-фортець на притоках Волги. 1482 року приєднаний до Московського князівства, був родовим маєтком будинку Романових. За Петра І частина мешканців міста, що опинилось на дорозі між старою та новою столицями, стали ямщиками.
З 1708 року місто Московської губернії, з 1781 році — повітове місто Московської губернії. У 1851 році через Клин пройшла залізниця Санкт-Петербург — Москва що призвело до занепаду ямських перевезень, однак створило умови для промислового розвитку. 1897 року виник чавунний завод Чепеля, ткацька фабрика. У роки перших п'ятирічок місто стало значним промисловим центром. У роки II Світової війни короткий термін місто було окуповане німецькими військами — з 23 листопада 1941 по 15 грудня 1941 року. У цей період місто зазнало сильних руйнувань.

## Символіка
Місто Клин має власну символіку — герб та прапор. Основою міського герба є зображення листоноші в червоній сорочці, який скаче верхи на коні. Герб є основою міського прапора.

## Міський округ

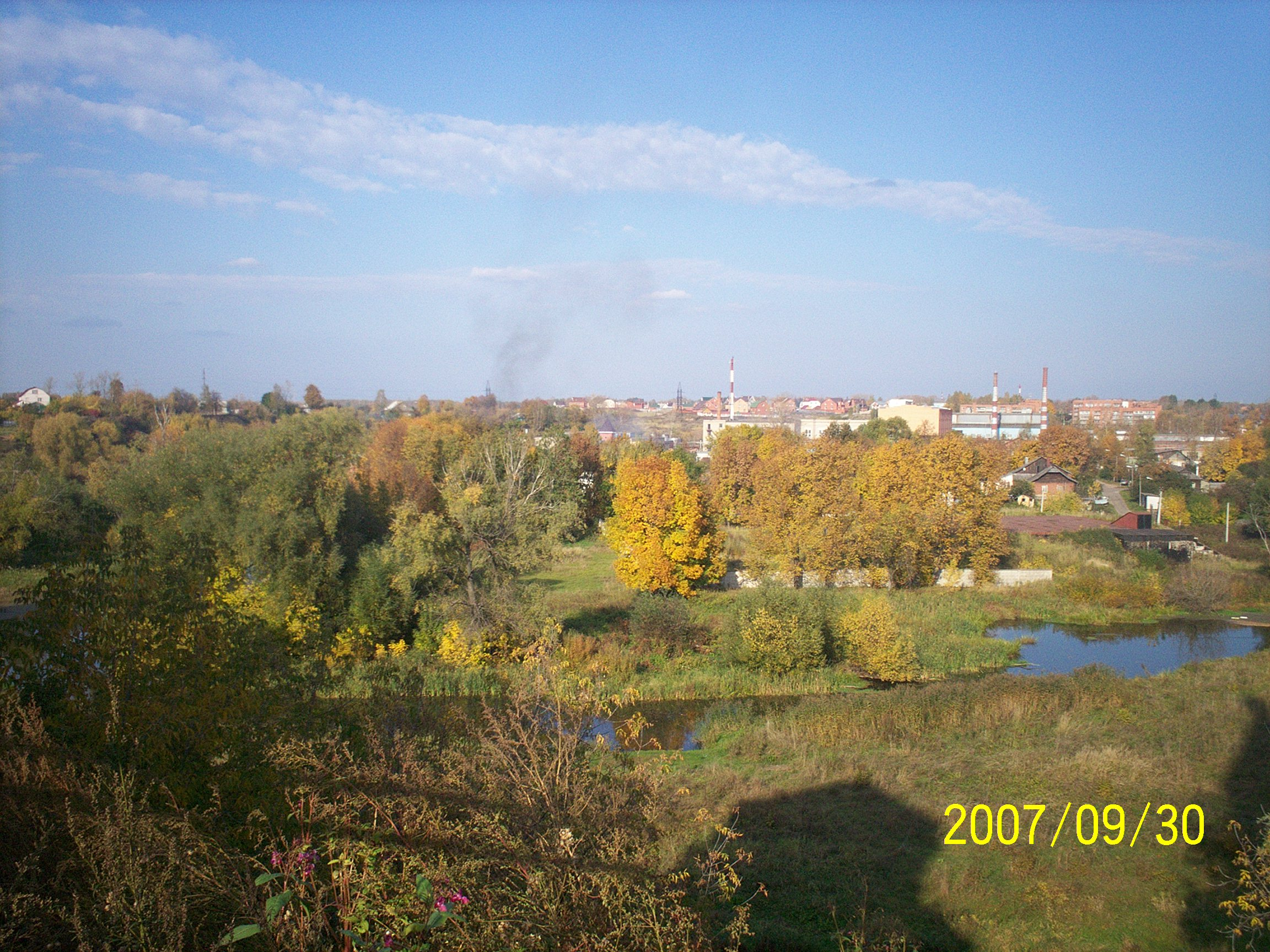
Вид на річку Сестру біля міста Клин

Клин є центром міського округу до складу якого окрім самого міста входить велика кількість сіл та селищ. Загальна кількість населення міського округу Клин станом на 2011 рік складала 93609 з них 84 000 у самому Клину та 9609 — у селах та селищах.

## Промисловість
Місто Клин є одним з великих промислових центрів Московської області. Серед найбільших підприємств міста є АТ: «Термоприбор», «Клинволокно», «Химлабприбор», «Медстекло». Також у місті працює верстатобудівний та комбікормовий заводи, пив комбінат. Є текстильно-галентерейне об'єднання. Розвинено виробництво будівельних матеріалів.

## Транспорт
Основними транспортними магістралями, які проходять через місто є Ленінградське шосе та Жовтнева залізниця. Також у місті є військовий аеродром Клин-5. У роки II Світової війни він вважався стратегічним об'єктом тому неодноразово терпів від нальотів німецької авіації.

## Населення
| Рік  | тис. чол | рік  | тис. чол | рік  | тис. чол | рік  | тис. чол |
| ---- | -------- | ---- | -------- | ---- | -------- | ---- | -------- |
| 1856 | 3.9      | 1962 | 60       | 1989 | 94.9     | 2006 | 82.4     |
| 1859 | 4.0      | 1967 | 69       | 1992 | 95.1     | 2007 | 81.9     |
| 1897 | 4.7      | 1970 | 80.9     | 1996 | 92.8     | 2008 | 81.5     |
| 1913 | 7.4      | 1973 | 85       | 1998 | 90.5     | 2010 | 80.3     |
| 1926 | 8.7      | 1976 | 88       | 2000 | 89.1     | 2011 | 80.6     |
| 1931 | 13.1     | 1979 | 91.5     | 2001 | 87.9     | 2012 | 80.1     |
| 1939 | 27.7     | 1982 | 93       | 2003 | 83.2     | 2013 | 79.9     |
| 1959 | 53.3     | 1986 | 95       | 2005 | 82.9     |      |          |

## Освіта
Середня освіта у місті представлена 5 загальноосвітніми школами та 2 гімназіями
Вищу освіту в Клину надають Інститут інформаційних технологій, економіки та менеджменту та Клинська філія Російського державного соціального університету

## Культура, ЗМІ

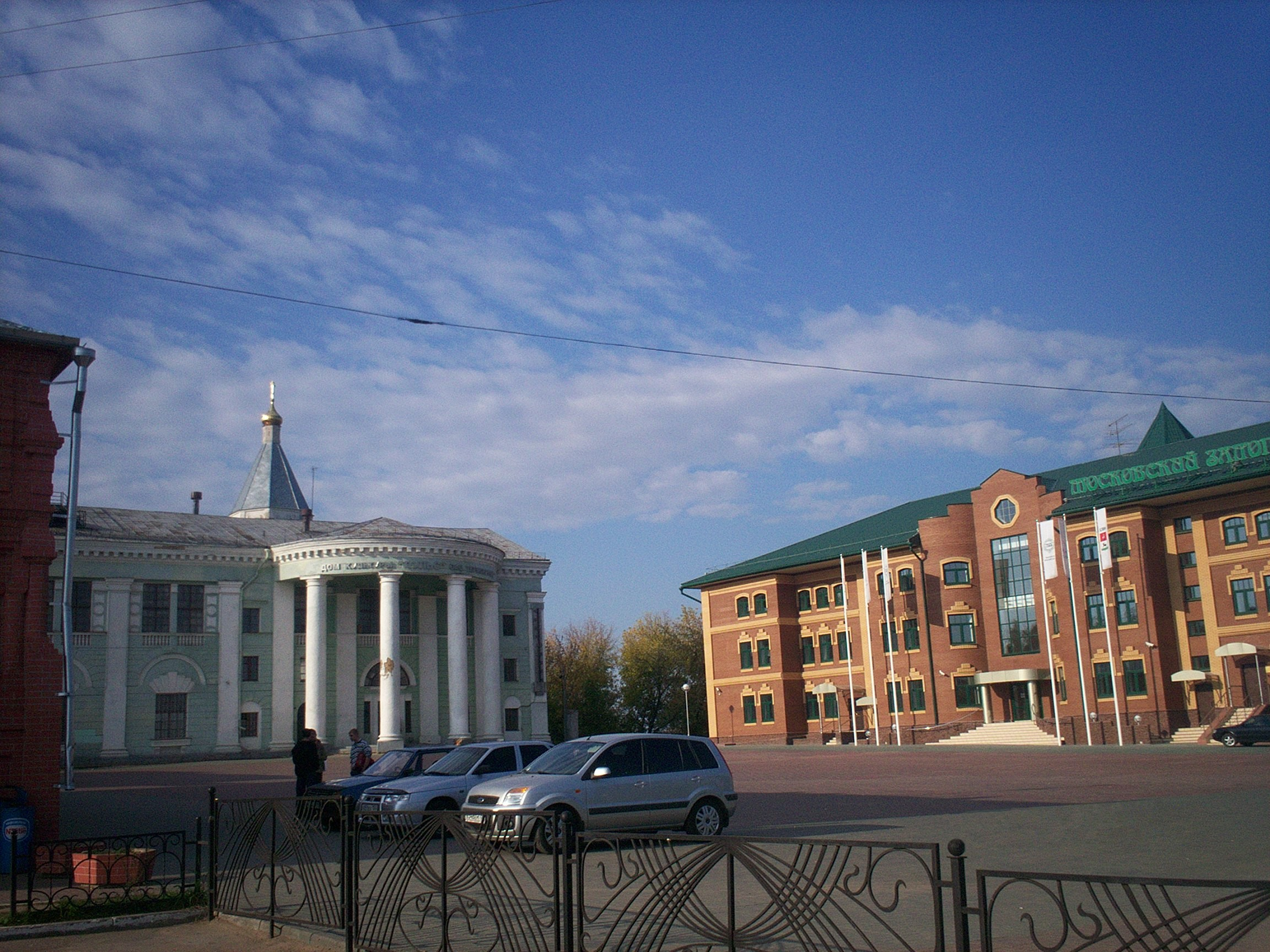
площа Радянська у місті Клин

У Клину будинок-музей П. І. Чайковського, також його ім'я носить концертний зал. Це найстаріший російський меморіальний музей який було створено ще у 1894 році. Музейна збірка нараховує близько 200000 предметів. З 25 квітня по 7 травня в Клину проводиться Музичний фестиваль, який присвячений дню народженню П. І. Чайковського. Є дім-музей А. П. Гайдара.
У місті працює Клинське музейне об'єднання у власності якого є колекція нумізматики, живопису, природничо-наукова колекція, археологічна та палеонтологічні колекції, предмети селянського побуту (ХІХ — початок XX ст.) зброя періоду II Світової війни. У фондах музею зберігаються особисті речі та документи Д. І. Менделеєва, а у селі Боблово Клинського району розташовано музей-садибу Д. І. Менделеєва.

## Пам'ятки історії та архітектури
Клин є містом, яке багате на пам'ятки історії та архітектури, серед основних православні церкви Успення Пресвятої Богородиці (1746), яка є найдавнішою пам'яткою архітектури у місті, храм Святителя Тихона Задонського (тюремна) (1907 р), церква Воскресіння Христового (московське бароко, 1712 р.), церква Благовіщення (1796 р). Також пам'яткою архітектури XIX століття є вокзал, церква Казанської ікони Божої Матері 1860 р., собор Святої Трійці (1802-1836 рр.) ансамбль громадських місць 1-ї чверті XIX століття. У місті є кілька братських могил радянських воїнів. У селищі Майданово є радянський військовий цвинтар (1941-1944 рр.), у селі Дем'яново розташована садиба В. І. Танеєва яка датується 18-19 ст а також його будинок. Статус пам'ятки має парк зі ставками у селі Дем'яново який датується 18-19 ст. та ще один парк зі ставками у мікрорайоні Майданово. Оскільки Клин виконував функцію поштового міста, тут зберігся комплекс поштового подвір'я збудований наприкінці 18 — початку 19 ст. Статус пам'ятки має будинок, у якому у 1892-1893 рр жив П. І. Чайковський — зараз у ньому працює музей композитора.

## Релігія

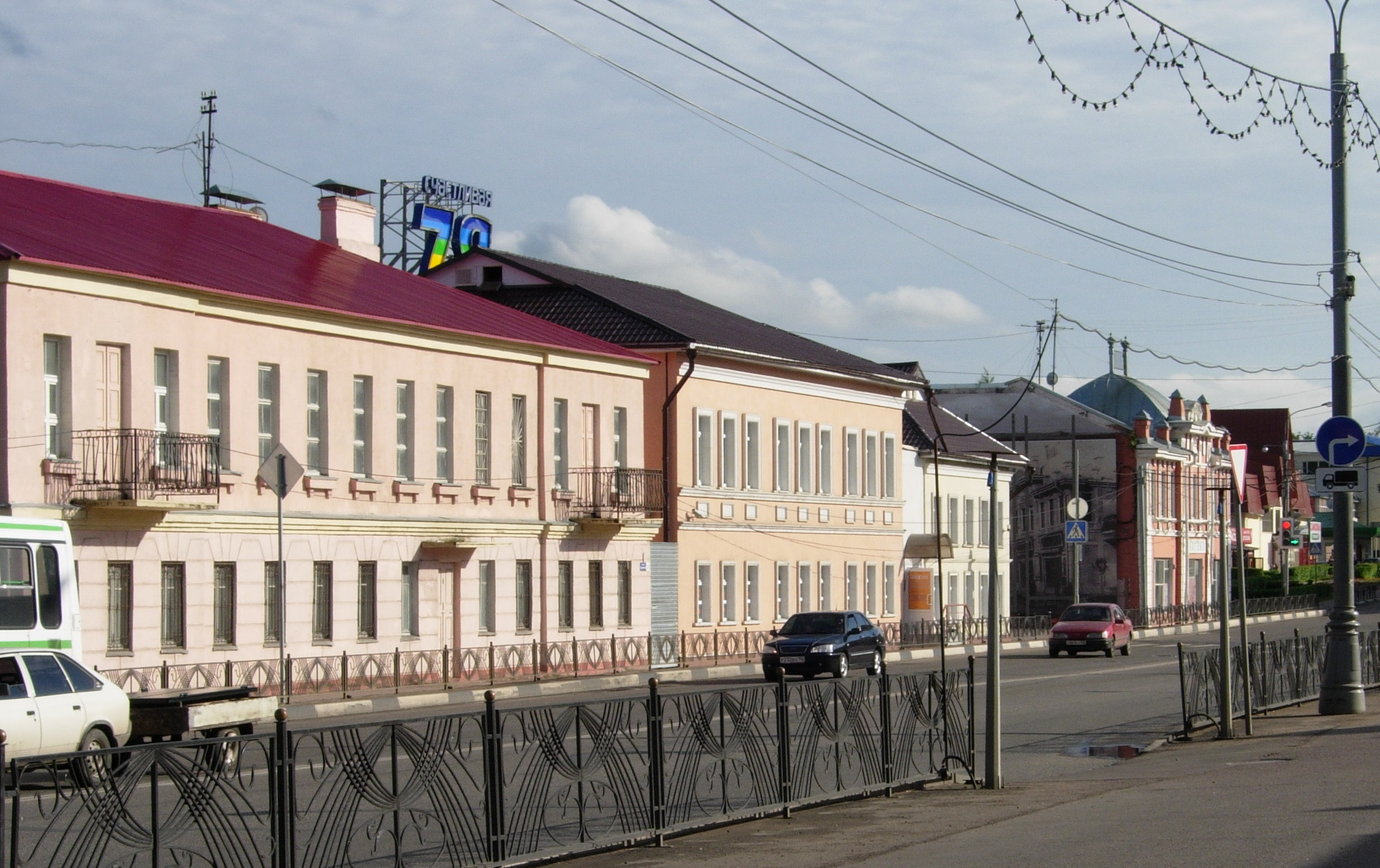
Вулиця у Клину

У місті працюють храми РПЦ: Успенський собор, Святителя Тихона, Воскресенська церква, церква Казанської ікони Божої Матері.
Окрім того у місті є церква Євангельських християн баптистів.

## Спорт
У місті базується хокейний клуб «Титан» який виступає у вищій хокейній лізі Росії — другою за силою професійною лігою Росії.

## Клімат
Клімат помірковано континентальний, середня температура січня -10 С°, липня +17 С°. Опадів 450—650 мм у рік. Вегетаційний період складає близько 179 днів.

## Видатні особи пов'язані з Клином
- Чайковський Петро Ілліч (жив і працював у Клину в 1885-1893рр), композитор
- Гайдар Аркадій Петрович (жив у Клину в 1938-1941), письменник
- Менделєєв Дмитро Іванович, хімік
- Танєєв Володимир Іванович, філософ
- Тимірязєв Климент Аркадійович, природознавець
- Бєлий Андрій, письменник-символіст

## Міста-побратими
- Лаппеенранта (Фінляндія)
- Бенешов (Чехія)
- Орли (Франція)
- Мейшань (КНР)
- Кричев (Білорусь)
- Березино (Білорусь)